# Xorides formosanus
Xorides formosanus är en stekelart som först beskrevs av Jinhaku Sonan 1936.  Xorides formosanus ingår i släktet Xorides och familjen brokparasitsteklar. Inga underarter finns listade i Catalogue of Life.